# Dimorphotheca
Genre
Dimorphotheca est un genre de plante à fleurs de la famille des Asteraceae, proche des Osteospermum. C'est une plante héliophile.

## Description
Ce sont des plantes vivaces.

### Écologie et habitat

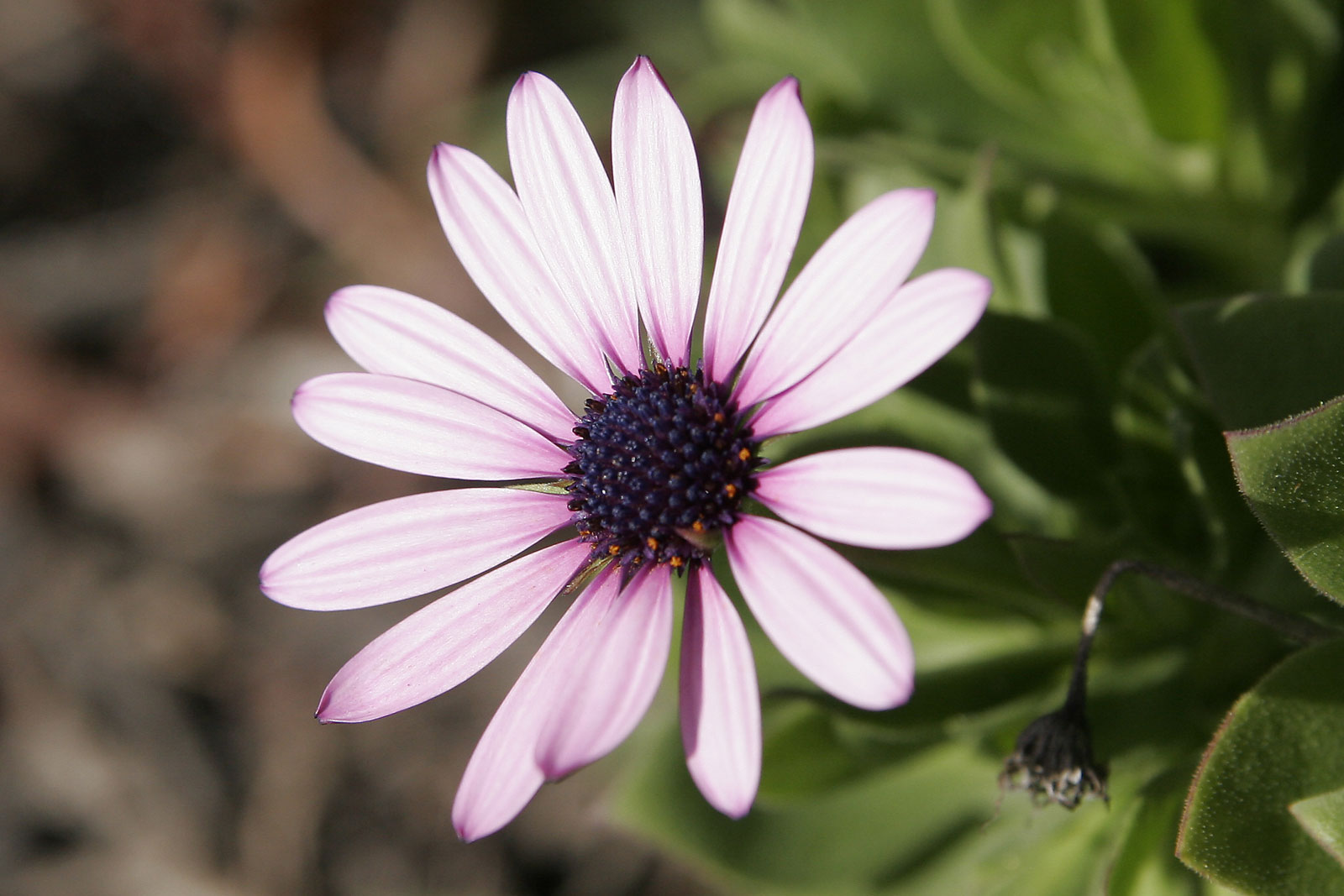
Dimorphotheca (blanche).

Elle recherche surtout le soleil et une de ses particularités est qu'elle ne s'ouvre qu'en plein soleil et ses capitules se ferment lorsqu'elle est à l'ombre, par temps très nuageux, et elle se referme totalement le soir.

## Liste d'espèces
Selon ITIS :
- Dimorphotheca sinuata DC.

Selon wikipédia anglophone :
- Dimorphotheca ecklonis DC.
- Dimorphotheca sinuata DC (syn. Dimorphotheca aurantiaca)
- Dimorphotheca pluvialis (l.) Moensch.
- Dimorphotheca zeyheri Sond.
- Dimorphotheca jucunda E. Phillips
- Dimorphotheca caulescens Harv.
- Dimorphtotheca cuneata (Thunb.) Less.
- Dimorphotheca nudicaulis
- Dimorphotheca acutifolia
- Dimorphotheca polyptera

## Galerie photos

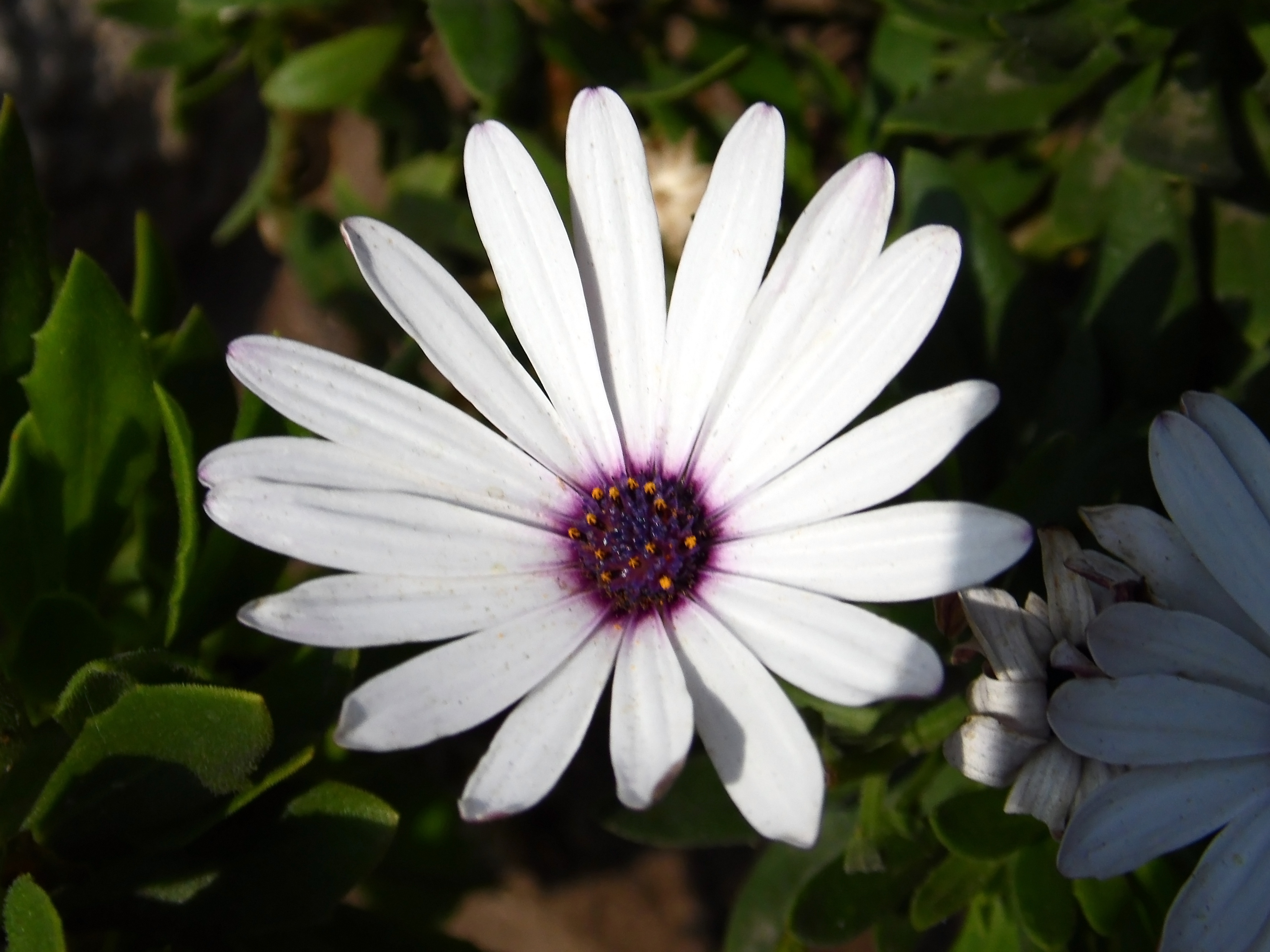
Dimorphotheca ecklonis blanche.
- Dimorphotheca blanche originaire d'un semis naturel.
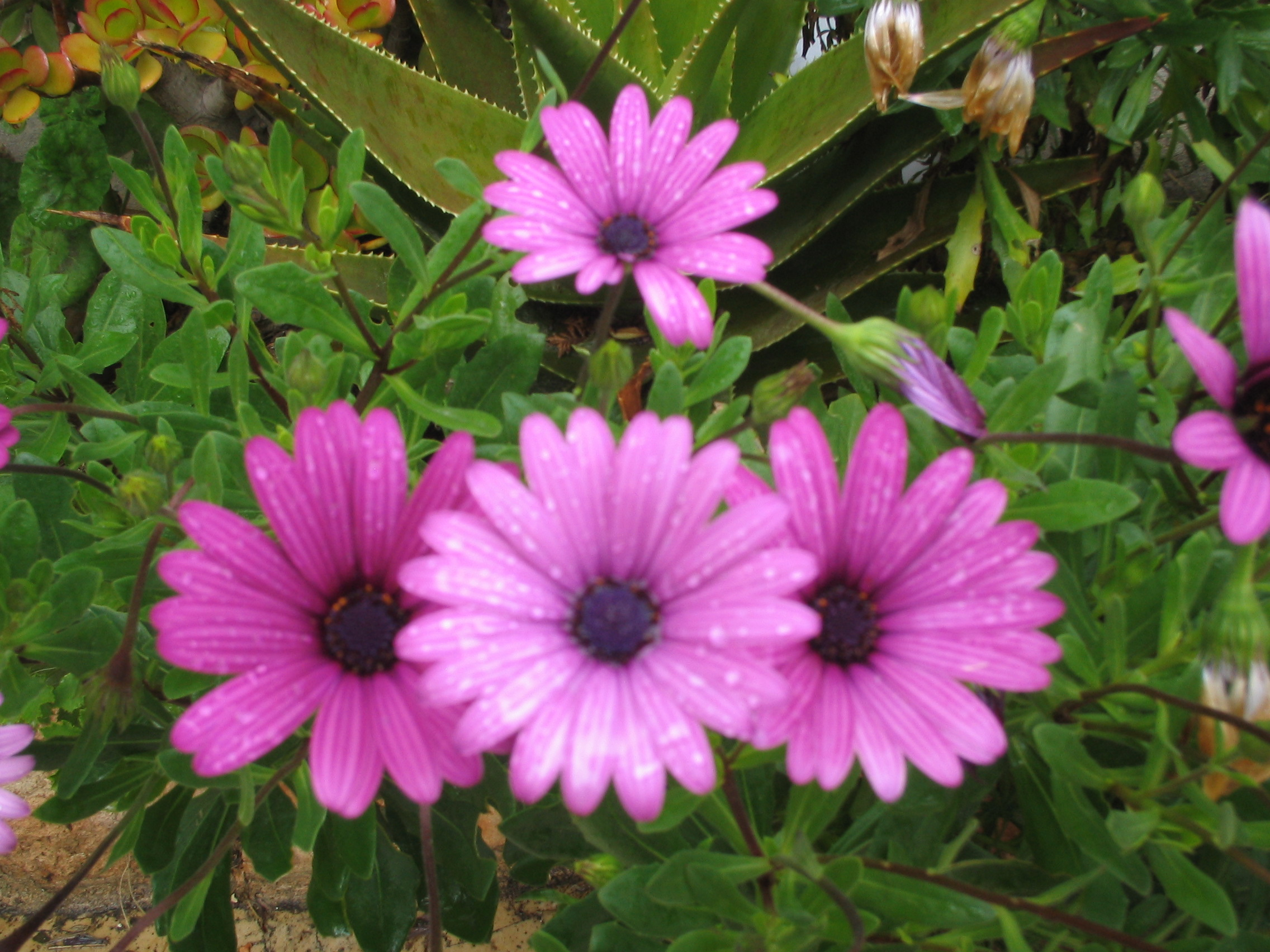
Dimorphotheca ecklonis violette.

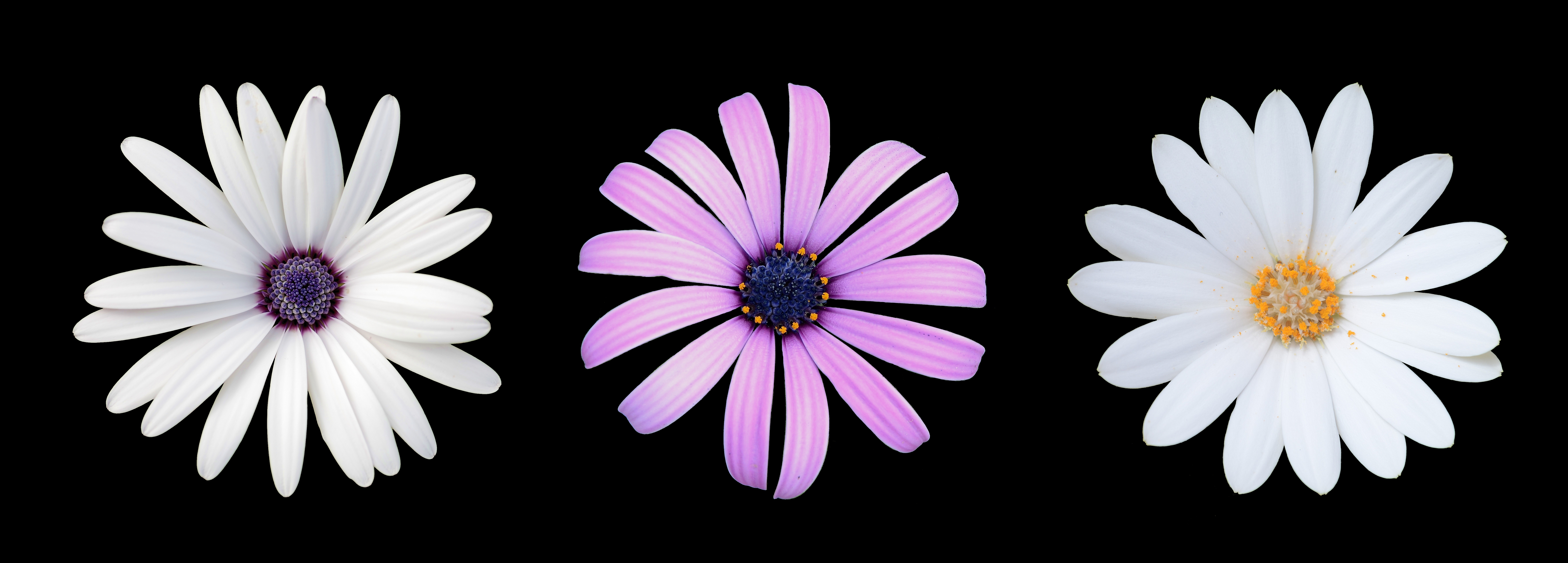
Trois variétés de Dimorphotheca ecklonis, en Décembre 2021.

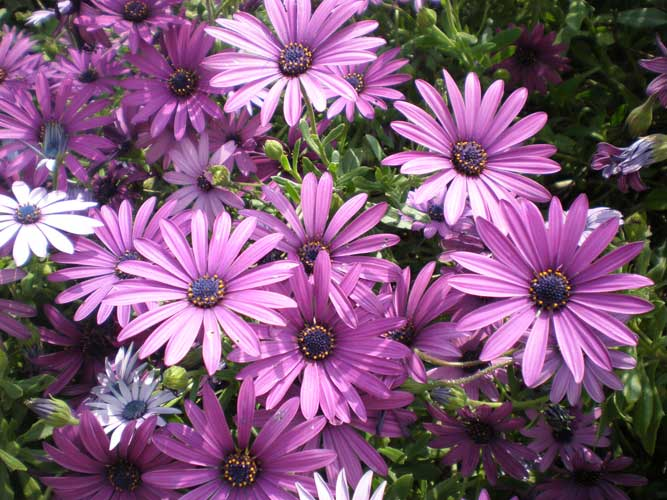
Dimorphotheca ecklonis violette.

## Voir Aussi
- Asteraceae
- Osteospermum